# Nogometni klub Brda
Il Nogometni klub Brda, comunemente abbreviato in NK Brda, è una società calcistica slovena con sede nella città di Castel Dobra.

## Palmarès

### Competizioni nazionali
- Tretja slovenska nogometna liga: 1

1999–2000 (girone ovest), 2015-2016 (girone ovest)